# Deutscher Arbeiter-Schachbund
Der Deutsche Arbeiter-Schachbund (DAS) war von 1912 bis 1933 der Dachverband der deutschen Arbeiterschachvereine. Er hatte zeitweise mehr als 10.000 Mitglieder und konnte hinsichtlich seiner Größe mit dem „bürgerlichen“ Deutschen Schachbund konkurrieren.

## Arbeiterschachvereine
Der erste Arbeiterschachverein wurde 1903 in Brandenburg von Robert Oehlschläger (Berlin-Wedding) gegründet, um Arbeiter vom Biertrinken und Kartenspielen abzulenken und zum Nachdenken anzuregen. 1911 gab es in Europa bereits 27 Arbeiterschachvereine, die meisten davon in Deutschland. Die insgesamt 1066 Mitglieder waren zum größten Teil Mitglied einer Gewerkschaft oder einer Arbeiterpartei. Seit 1909 wurde von Max Wingefeld (Tischlermeister aus München) die Deutsche Arbeiter-Schachzeitung herausgegeben.

## Gründung
Am 7. April 1912 wurde in Nürnberg der Deutsche Arbeiter-Schachbund (DAS) gegründet. Die Initiative ging von Robert Oehlschläger aus, der auch zum 1. Vorsitzenden gewählt wurde. In die Statuten wurde folgender umstrittener Passus aufgenommen: Die Mitgliedschaft ist abhängig von der Zugehörigkeit zur sozialdemokratischen Partei oder einer freigewerkschaftlichen Organisation. Vorstandsmitglieder müssen beiden angehören. Insbesondere Max Wingefeld kritisierte diesen Passus, konnte sich aber nicht durchsetzen. Als Folge wurde ab Juli 1912 die Arbeiter-Schachzeitung als Organ des DAS in Berlin herausgegeben. Die Losung des Bundes lautete Schach ins Volk.

## Weiterentwicklung
Im Ersten Weltkrieg starben viele Mitglieder der Arbeiterschachvereine oder wurden verwundet, so auch Oehlschläger und Wingefeld, die krank aus dem Krieg zurückkehrten.
Auf der Bundesversammlung in Chemnitz 1919 schlug Oehlschläger weitergehende Anforderungen an die Mitgliedschaft vor, etwa die Forderung Rechtssozialisten sind ausgeschlossen. Dies wurde mehrheitlich abgelehnt. Oehlschläger wurde nicht mehr gewählt, seine Nachfolge als 1. Vorsitzender trat Alfred Gläser (Chemnitz) an.
Der unterlegene Oehlschläger arbeitete dennoch weiterhin konstruktiv zusammen mit Alfred Gläser, Arthur Klinke (Eppendorf) und Oskar Fölber (Berlin).
1925 wurde in Frankfurt am Main eine Arbeiterolympiade durchgeführt, an der auch Schachspieler teilnahmen.

## Das Ende
1933 wurde der Deutsche Arbeiter-Schachbund (wie alle Arbeitersportvereine und -verbände im Deutschen Reich)  aufgelöst. Oskar Fölber beispielsweise war anschließend im Widerstand aktiv und verhalf jüdischen Mitbürgern zur Flucht in die Schweiz.

## Arbeiterschach in der Schweiz
Die Arbeiterschachbewegung war in der Schweiz stark vertreten. Der Schweizerische Arbeiter-Schachbund wurde von Heinrich Diggelmann  aus Zürich 1925 gegründet und bestand bis 1995 (siehe Schweizerischer Schachbund). Noch heute bezeichnen sich einige Schweizer Schachvereine als „Arbeiterverein“, etwa der Arbeiterschachverein Gurten in Bern oder der Arbeiterschachklub Winterthur.

## Arbeiterschach in Österreich
Von 1924 bis 1938 gab es auch in Österreich einen Arbeiterschachbund.

## Arbeiterschach in der UdSSR
1925 fasste die allrussische Arbeiterschach Kommission den Beschluss künftig nur noch gegen proletarische Verbände zu spielen. Er zwang damit den Arbeiterschach in Österreich und der Schweiz sich eigenständig zu organisieren, um weiter gegen die überlegenen Russen spielen zu können. Diese strikte Trennung entsprach der Politik, die die UdSSR auch im Arbeitersport vertrat.

## Zeitschriften

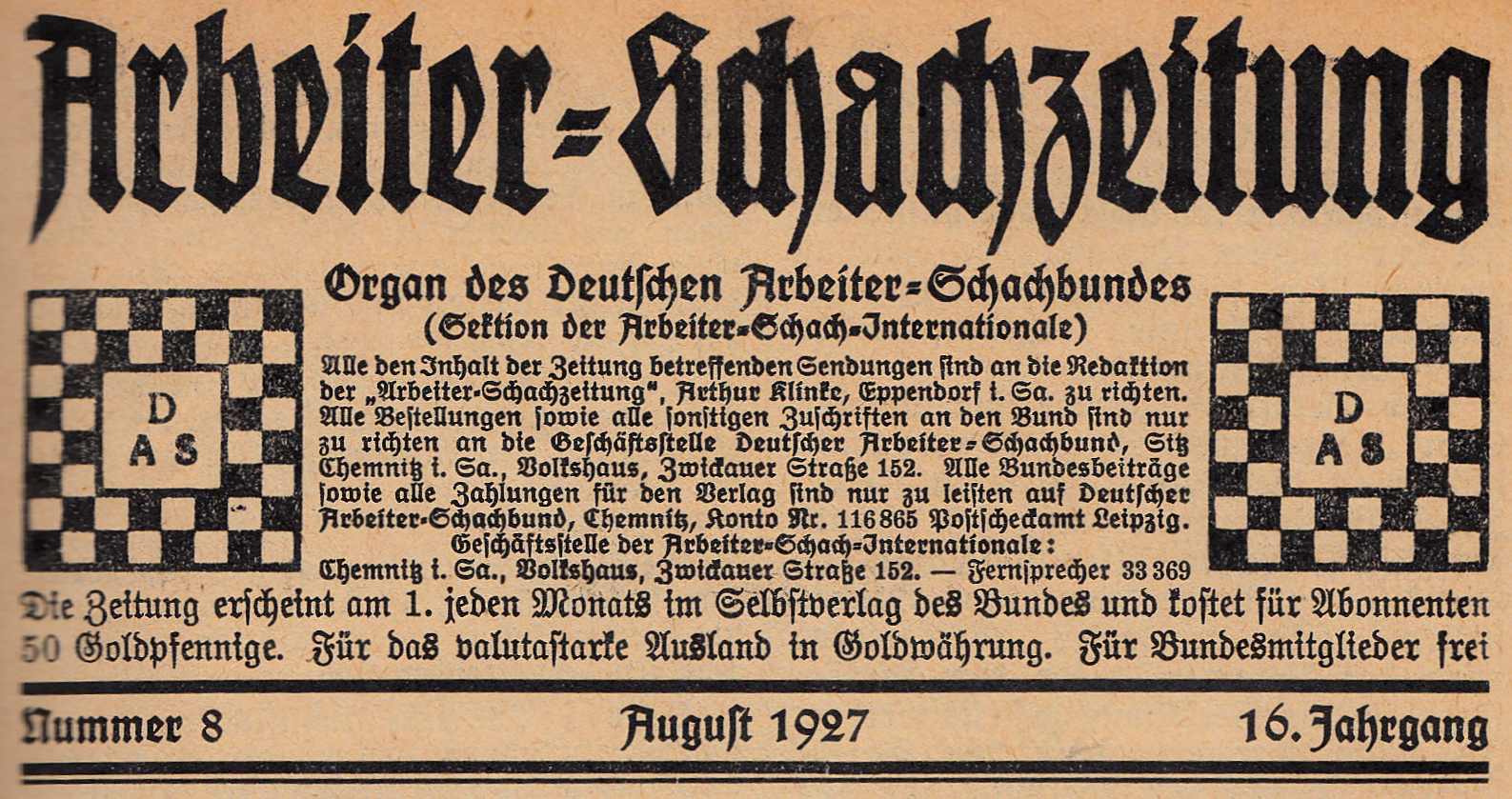
Kopf der Arbeiter-Schachzeitung vom August 1927

- Deutsche Arbeiter-Schachzeitung, von 1909 bis 1914 von Max Wingefeld
- Arbeiter-Schachzeitung, Organ des Deutschen Arbeiter-Schachbundes, von Juli 1912 bis 1933
- Schweizerische Arbeiterschach, ab 1932
- Promadas: Problemmagazin der Problemvereinigung im Deutschen Arbeiter-Schachbund. Vier Ausgaben von 1928 bis 1930 erschienen. Redaktion: Arthur Klinke (Vorsitzender), Wilhelm Hagemann, Willy Roscher (jeweils Beisitzer).
- Frei Schach: Organ der Groß-Berliner Arbeiter-Schachvereine, ab November 1928